# Bart, o Urso
Bart, o Urso (19 de janeiro de 1977 – 10 de maio de 2000) foi um urso Kodiak macho mais conhecido por suas inúmeras aparições em filmes, incluindo L'Ours (pelo qual recebeu grande aclamação), White Fang, Legends of the Fall, e The Edge. Ele foi adestrado pelos treinadores de animais Doug (nascido em 8 de outubro de 1942, em Erie, Pensilvânia) e Lynne Seus (nascida Lynda Beers em 27 de março de 1944, em Lincoln, Nebraska) da Wasatch Rocky Mountain Wildlife, Inc., em Heber City, Utah.

## Juventude
Bart nasceu em 19 de janeiro de 1977, no Zoológico de Baltimore. Depois de atingir a idade adulta, estreou no cinema no filme Windwalker (1981). Ele cresceu até 9' 7,5" (2,90 m) de altura e pesou 1 500 libras (680 kg) ao longo de sua vida adulta.

## Carreira
Robert Redford, Morgan Freeman, John Candy, Dan Aykroyd, Daryl Hannah, Annette Bening, Ethan Hawke, Steven Seagal, Tchéky Karyo, Brad Pitt, Alec Baldwin, Trevor Howard, e Anthony Hopkins apareceram em filmes ao lado de Bart, e todos ficaram impressionados com o quão bem ele foi treinado. Os diretores de cinema Jean-Jacques Annaud e Lee Tamahori, que dirigiram Bart em L'Ours e The Edge, respectivamente, chamaram Bart de "O John Wayne dos Ursos".
Anthony Hopkins trabalhou com Bart em dois filmes: Legends of the Fall e The Edge. De acordo com Lynne (esposa de Doug), "Tony Hopkins foi absolutamente brilhante com Bart... Ele o reconhecia e respeitava como um colega ator. Ele passava horas apenas olhando para Bart e admirando-o. Ele fez muitas de suas próprias cenas com Bart". O crítico de cinema Kenneth Turan chamou a atuação de Bart em The Edge de "o ápice de uma carreira ilustre" e "um marco na atuação ursina".
O maior reconhecimento de Bart veio quando ele estrelou o papel-título do filme francês de Jean-Jacques Annaud de 1988, L'Ours, no papel de um urso pardo adulto que faz amizade com um filhote órfão e derrota caçadores. Annaud fez o teste com cinquenta atores ursos de todo o mundo antes de selecionar Bart. Para desempenhar o papel, Bart, treinado por Seus, aprendeu com sucesso várias novas rotinas e comportamentos, inclusive indo contra sua aversão natural a um urso estranho para aceitar o filhote não relacionado co-estrelando com ele. Annaud permaneceu impressionado com o desempenho de Bart mesmo depois de ser ferido por Bart quando o diretor, contra as ordens dos treinadores, entrou no recinto de Bart para posar para fotos publicitárias. L'Ours foi um sucesso na Europa e nos Estados Unidos, arrecadando mais de US$ 31 milhões nos Estados Unidos e mais de US$ 100 milhões em todo o mundo, e supostamente resultando em uma indicação ao Oscar para Bart, que não pôde ir adiante porque atores animais estão impedidos de receber o Oscar.
Em 1998, Bart apareceu no 70º Oscar como parte de uma saudação aos atores animais. Ele apresentou um envelope a Mike Myers no palco.

## Trabalho de caridade
Bart foi um "porta-voz" da Vital Ground Foundation, uma organização conservacionista sem fins lucrativos que trabalha para preservar o habitat ameaçado da vida selvagem ao longo das Montanhas Rochosas e na Ilha Kodiak, entre outros lugares na América do Norte.
Depois de receber um diagnóstico de câncer, Bart também serviu como "porta-voz" do Animal Cancer Center da Universidade Estadual do Colorado.

## Morte
Em outubro de 1998, Bart foi diagnosticado com câncer e mais tarde passou por duas cirurgias para remover tumores da pata direita. O câncer voltou, porém, tirando-lhe as forças e o apetite e fazendo com que ele não quisesse tomar analgésicos. Ele foi sacrificado em 10 de maio de 2000, aos 23 anos. Foi enterrado no rancho Seus.
No momento de sua morte, ele estava filmando o documentário para televisão Growing Up Grizzly (2001) (também apresentando o homônimo de Bart, "Bart, o Urso 2"), narrado por Brad Pitt, que também havia aparecido em Legends of the Fall.

## Sucessor
Bart, o Urso 2, um filhote de urso pardo do Alasca não aparentado (2000–2021), foi adotado por Doug e Lynne Seus pouco antes da morte de Bart. Ele seguiu os passos do Bart original e se tornou um ator animal consagrado e embaixador do Vital Ground.

## Filmografia

### Cinema
- Windwalker (1981);
- The Clan of the Cave Bear (sem créditos, 1986) – O Urso das Cavernas;
- Berserker (sem créditos, 1987);
- Benji the Hunted (sem créditos, 1987);
- The Great Outdoors (1988) – O Urso Careca (Jody);
- L'Ours (1988) – O Urso Kodiak;
- White Fang (1991);
- The Giant of Thunder Mountain (1991);
- Homeward Bound: The Incredible Journey (1993);
- On Deadly Ground (1994);
- Legends of the Fall (1994);
- 12 Monkeys (1995);
- Homeward Bound II: Lost in San Francisco (1996);
- Walking Thunder (1997) – Walking Thunder;
- The Edge (1997);
- Meet the Deedles (1998) – Urso de Circo.

### Televisão
- The Life and Times of Grizzly Adams, vários episódios (1977–78) – Ben quando filhote;
- The Gambler: The Adventure Continues (Telefilme) (1983);
- Louis L'Amour's Down the Long Hills (Telefilme) (1986);
- Lost in the Barrens (Telefilme) (1990);
- The Young Riders, 1ª Temporada, Episódio 17, "Decoy" (1990) – Bart;
- Les amants de rivière rouge (Minissérie) (1996);
- 70º Oscar – Apresentador (1998).

### Publicidade
- Labatt Blue
- Tums
- Kodiak Cakes